# 木村徹二
木村 徹二 （きむら てつじ、1991年7月11日 - ）は、日本の歌手、作詞家。
兄の木村竜蔵とポップスデュオ「竜徹日記」としても活動。父は鳥羽一郎。叔父は山川豊。

## 来歴
鳥羽一郎の次男として東京都に生まれ横浜で育つ。幼いころから演歌に親しみ、歌うことが好きで、高校時代からステージに立つ。
駒澤大学卒業。身長183cm。血液型はB型。スポーツは小・中学ではサッカー、高校から大学までバスケットボール。
2016年8月、兄の木村竜蔵とポップスデュオ「竜徹日記」を結成。 
2019年6月25日放送の「徹子の部屋」で鳥羽一郎と兄・木村竜蔵とともに初の親子出演。
2021年、「竜徹日記」として漁業関連のJF共済70周年記念ソング「めぐりめぐる」を発表。
2021年8月19日、川崎市のクラブチッタで初の親子コンサート「鳥羽一郎・竜徹日記ライブコンサート2021」を開催。
2022年11月16日、シングル『二代目』演歌でソロデビュー（作詞作曲は兄の木村竜蔵）。兄とレコード会社社長から演歌デビューを提案され、チャレンジを決断した
。

## ディスコグラフィ

### シングル
- すべて日本クラウンからリリース。

| # | 発売日          | 曲順 | タイトル                                | 作詞     | 作曲       | 編曲     | オリコン 最高順位 | 規格品番            |
| - | --------------- | ---- | --------------------------------------- | -------- | ---------- | -------- | ----------------- | ------------------- |
| 1 | 2022年 11月16日 | 01   | 二代目                                  | 木村竜蔵 | 木村竜蔵   | 遠山敦   | 40位              | CRCN-8522 (通常盤)  |
| 1 | 2022年 11月16日 | 02   | つむじ風                                | 麻こよみ | 木村竜蔵   | 遠山敦   | 40位              | CRCN-8522 (通常盤)  |
| 1 | 2023年 7月26日  | 02   | 夢の花道                                | 麻こよみ | 木村竜蔵   | 遠山敦   | 40位              | CRCN-8585 (特別盤)  |
| 1 | 2023年 7月26日  | 03   | 海の祈り                                | 星野哲郎 | 船村徹     | 南郷達也 | 40位              | CRCN-8585 (特別盤)  |
| 2 | 2024年 2月28日  | 01   | みだれ咲き                              | 木村竜蔵 | 木村竜蔵   | 遠山敦   | 17位              | CRCN-8639 (通常盤)  |
| 2 | 2024年 2月28日  | 02   | 最後の酒                                | 木村竜蔵 | 木村竜蔵   | 遠山敦   | 17位              | CRCN-8639 (通常盤)  |
| 2 | 2024年 7月9日   | 02   | 男の拳                                  | 木村竜蔵 | 木村竜蔵   | 遠山敦   | 17位              | CRCN-8668 (特別盤)  |
| 2 | 2024年 7月9日   | 03   | ハマナスの眠り唄 (アコースティックver.) | 内館牧子 | 三木たかし | 矢田部正 | 17位              | CRCN-8668 (特別盤)  |
| 3 | 2025年 2月5日   | 01   | 雪唄                                    | 木村竜蔵 | 木村竜蔵   | 遠山敦   | 9位               | CRCN-8724 (Aタイプ) |
| 3 | 2025年 2月5日   | 02   | 湯の街                                  | 木村竜蔵 | 木村竜蔵   | 遠山敦   | 9位               | CRCN-8724 (Aタイプ) |
| 3 | 2025年 2月5日   | 02   | 忘らりょか                              | 木村竜蔵 | 木村竜蔵   | 遠山敦   | 9位               | CRCN-8725 (Bタイプ) |
| 3 | 2025年 7月9日   | 02   | 湯呑み酒                                | 木村竜蔵 | 木村竜蔵   | 遠山敦   | 9位               | CRCN-8760 (特別盤)  |
| 3 | 2025年 7月9日   | 03   | 鯱                                      | 新本創子 | 三原綱木   | 丸山雅仁 | 9位               | CRCN-8760 (特別盤)  |

### アルバム

#### カバー・アルバム
| 発売日         | タイトル                                 | 規格品番   |
| -------------- | ---------------------------------------- | ---------- |
| 2023年7月26日  | ザ・カバー〜昭和演歌名曲選〜             | CRCN-20481 |
| 2024年11月27日 | ザ・カバーII〜海とか山とか旅とか酒とか〜 | CRCN-20493 |

### 映像作品

#### ライブ
| 発売日        | タイトル                                                  | 規格    | 規格品番   |
| ------------- | --------------------------------------------------------- | ------- | ---------- |
| 2024年2月28日 | 木村徹二ファーストライブ〜ファーストアイアンぶちこむぜ!〜 | DVD     | CRBN-134   |
| 2025年3月19日 | 木村徹二LIVEII 時代をつくる男、テツジ自信有り!            | DVD     | CRBN-143   |
| 2025年3月19日 | 木村徹二LIVEII 時代をつくる男、テツジ自信有り!            | Blu-ray | CRXN-10020 |

## 楽曲提供
- 鳥羽一郎
  - 「しんけん勝負」（2022年、作詞）

- 美川憲一
  - 「嘘に抱かれて」（2021年、作詞）